# Chiesa dell'Intercessione sul Nerl'
La chiesa dell'Intercessione sul Nerl' (in russo Церковь Покрова на Нерли?) è un'antica chiesa del piccolo villaggio di Bogoljubovo, nell'Oblast' di Vladimir, in Russia. Rappresenta uno dei più importanti simboli dell'architettura russa del Medioevo. È celebre per l'armonia stilistica delle sue forme e per il poetico panorama che la circonda. Dal 1992 fa parte della lista dei patrimoni dell'umanità UNESCO insieme agli altri edifici conosciuti con il nome di "monumenti bianchi di Vladimir e Suzdal'". È situata alla confluenza dei fiumi Nerl' e Kljaz'ma, a 13 chilometri a nord-est di Vladimir.

## Storia e descrizione
La costruzione della chiesa fu commissionata dal principe Andrea Bogoljubskij. La data esatta in cui i lavori furono avviati è oggetto di discussione. In base agli studi di Nikolaj Voronin, l'edificio sarebbe stato costruito nel 1165 per commemorare la morte del figlio del principe, Izjaslav, perito durante una campagna militare contro i bulgari del Volga. Essendo costui morto in autunno, i lavori potrebbero essere stati realizzati durante l'inverno.
La chiesa fu molto probabilmente il primo luogo di culto consacrato alla festività dell'Intercessione della Theotókos. Secondo una leggenda, l'edificio sarebbe stato costruito utilizzando pietra bianca proveniente dalla Bulgaria del Volga. Tuttavia, l'ipotesi appare smentita sia da alcuni documenti storici che dal colore della pietra stessa, molto più simile ai materiali utilizzati a Vladimir.
Nel 1784 l'egumeno del monastero di Bogoljubovo ottenne il permesso del vescovo per la demolizione della chiesa, le cui mura sarebbero state destinate alla costruzione di una torre campanaria per il monastero. Tuttavia, la mancanza dei fondi necessari alla demolizione fece saltare il progetto. La chiesa cambiò parzialmente aspetto nel 1877, anno in cui fu restaurata. Tra gli interventi più vistosi vi furono la sostituzione della precedente cupola con quella tipicamente detta "a cipolla" e la realizzazione di nuovi dipinti. Una delle particolarità più significative della chiesa è rappresentata dal fatto che sorge su di una collina artificiale.
A seguito dell'ingresso dell'edificio nella lista dei patrimoni dell'umanità UNESCO, il parco circostante è stato dichiarato area naturale protetta. La chiesa è attualmente gestita in modo congiunto dalla Chiesa ortodossa russa e dal museo di Vladimir-Suzdal'. La bellezza della struttura e del paesaggio che la ospita è stata frequentemente oggetto d'attenzione da parte di critici d'arte e uomini di cultura.
« La chiesa dell'Intercessione sul Nerl' vicino a Vladimir non è solo la chiesa perfetta situata in Russia, ma anche uno dei più grandi monumenti del mondo dell'arte. » (Igor' Emmanuilovič Grabar')

## Galleria d'immagini

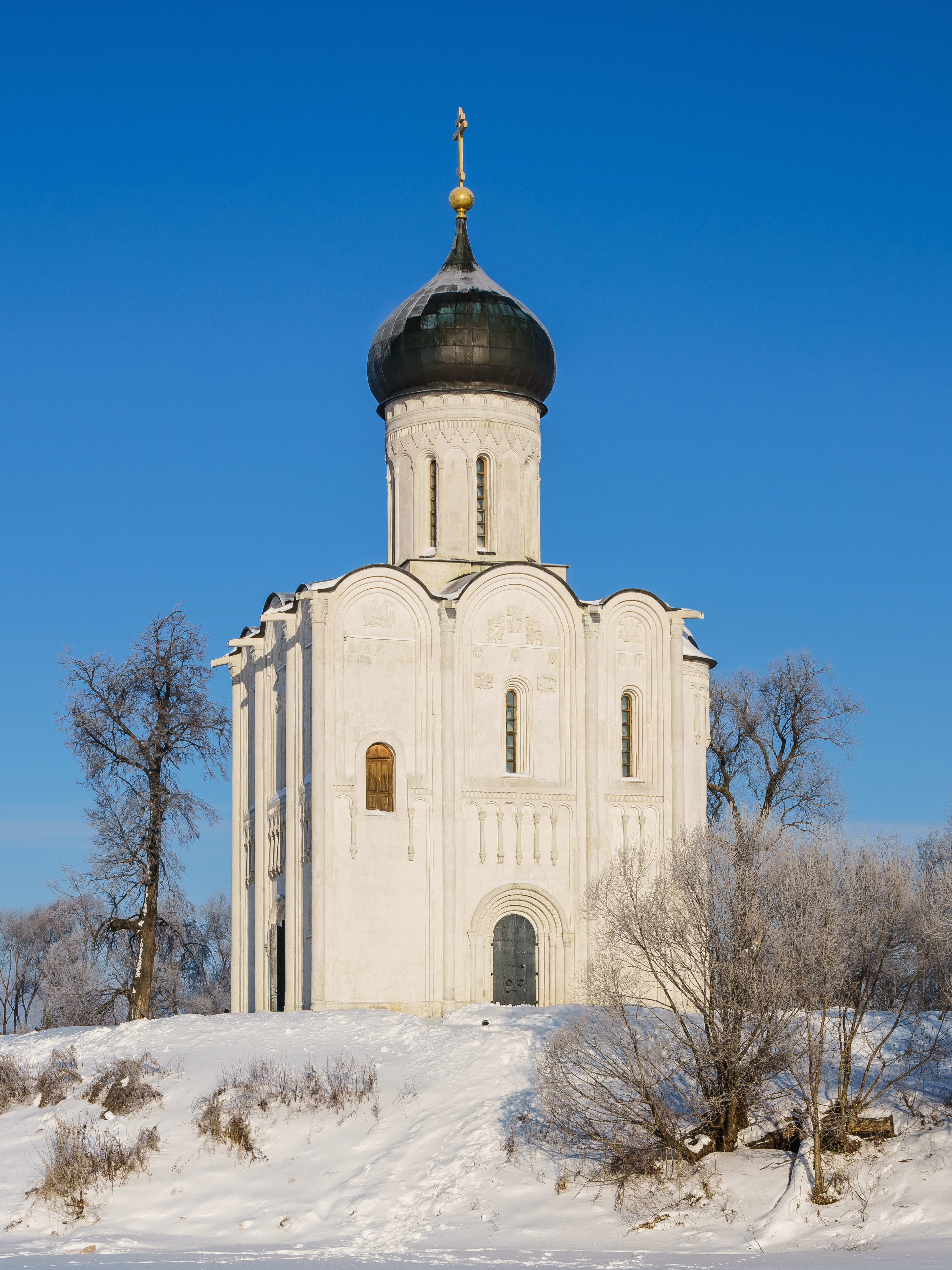
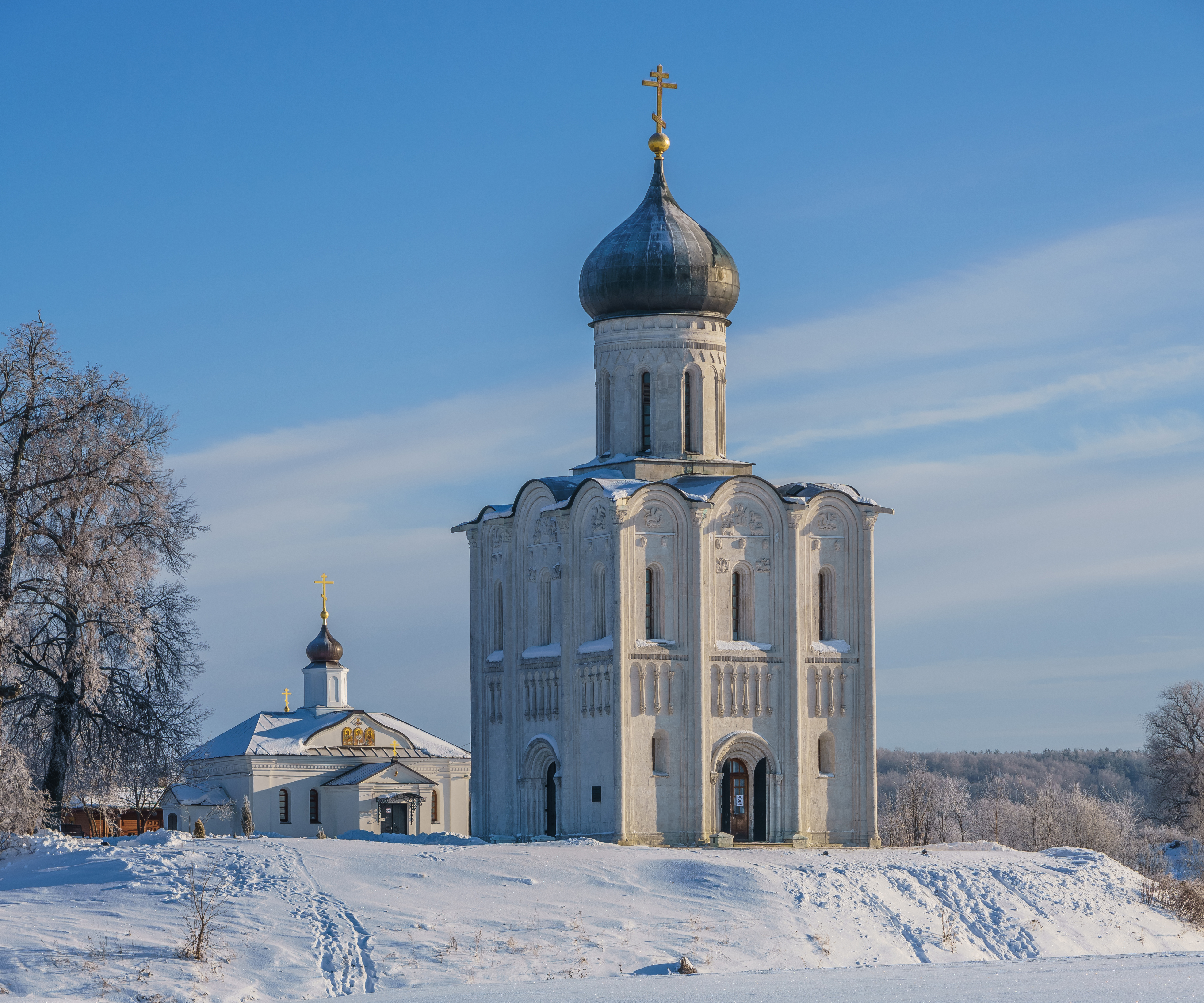
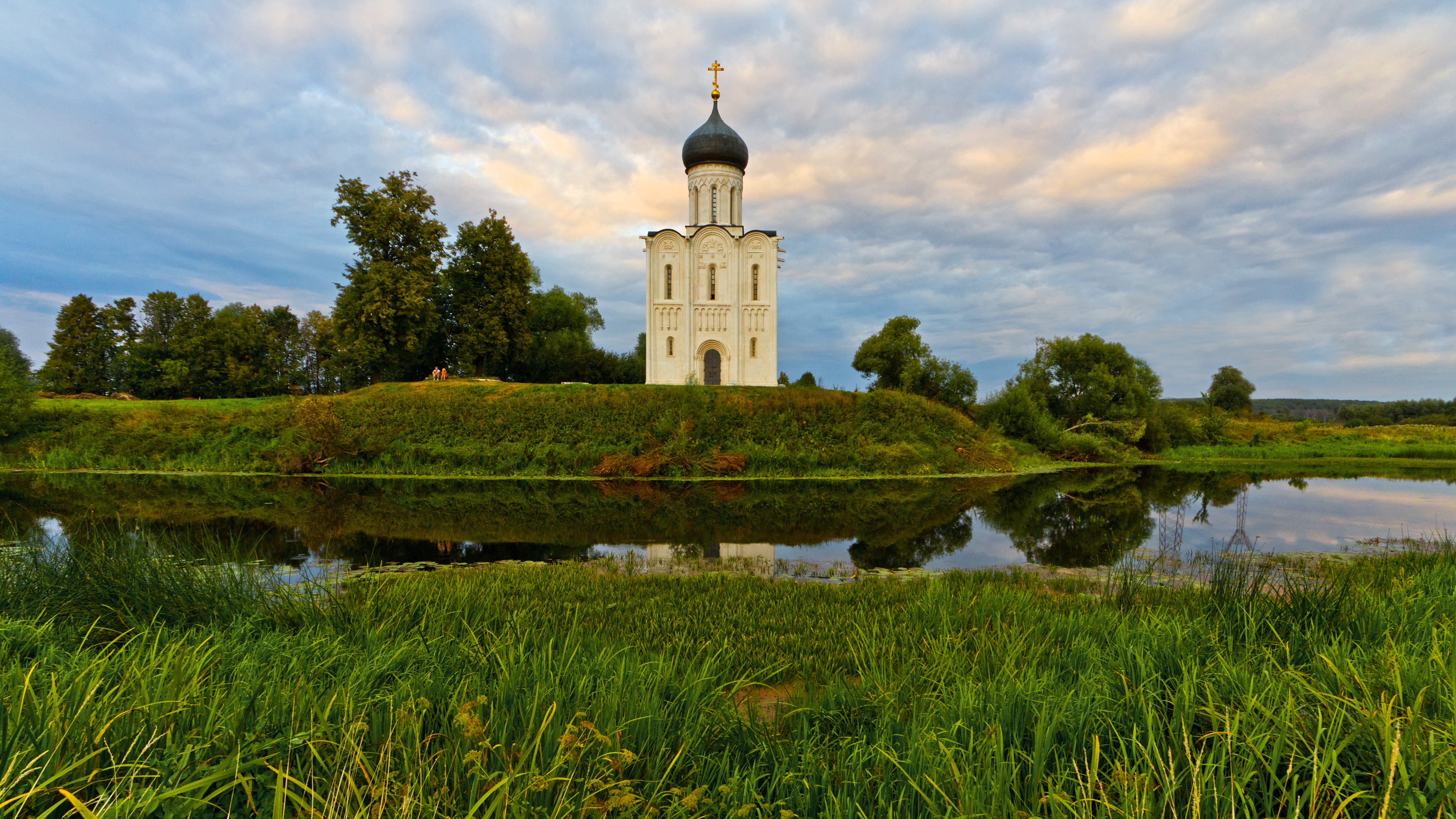
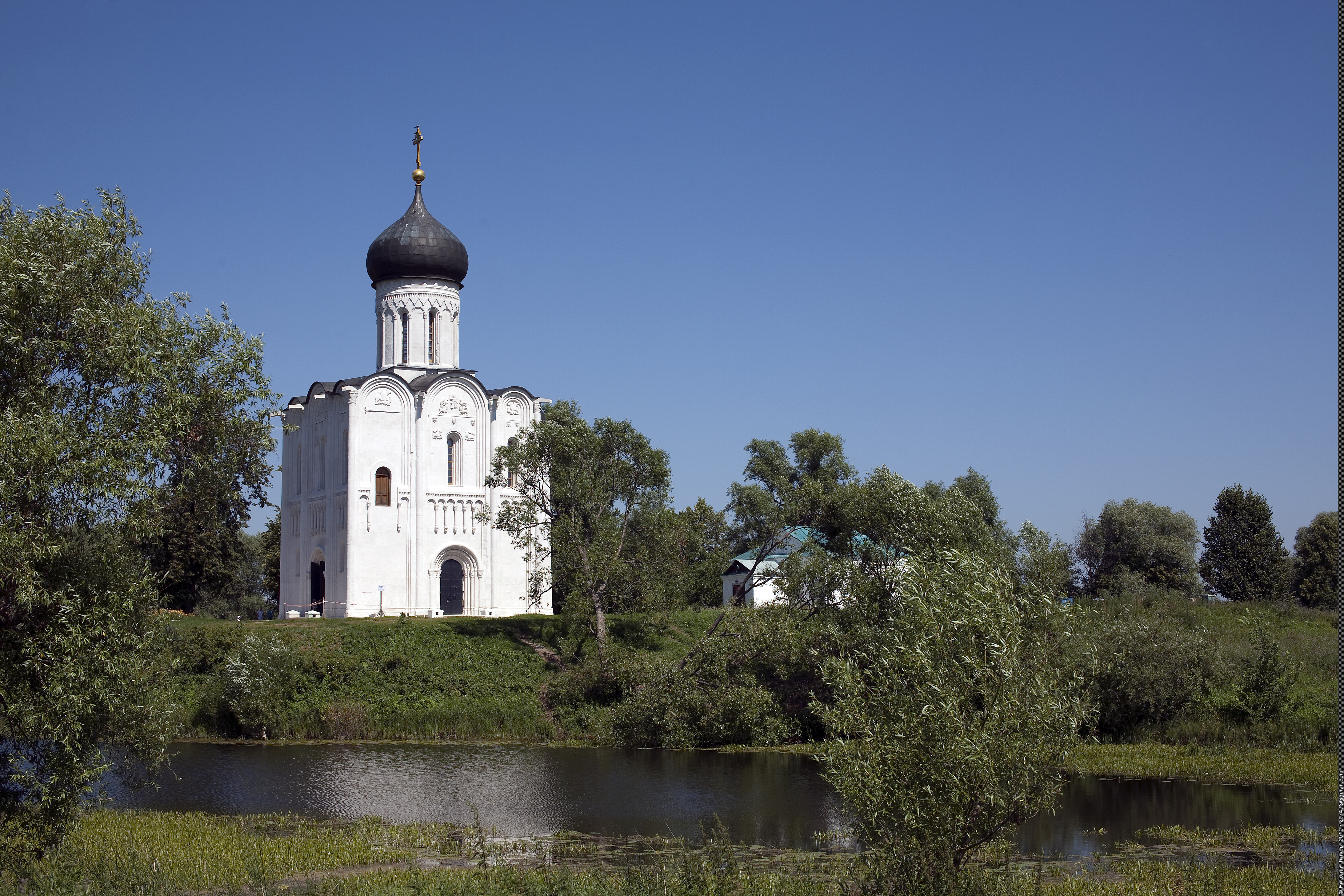
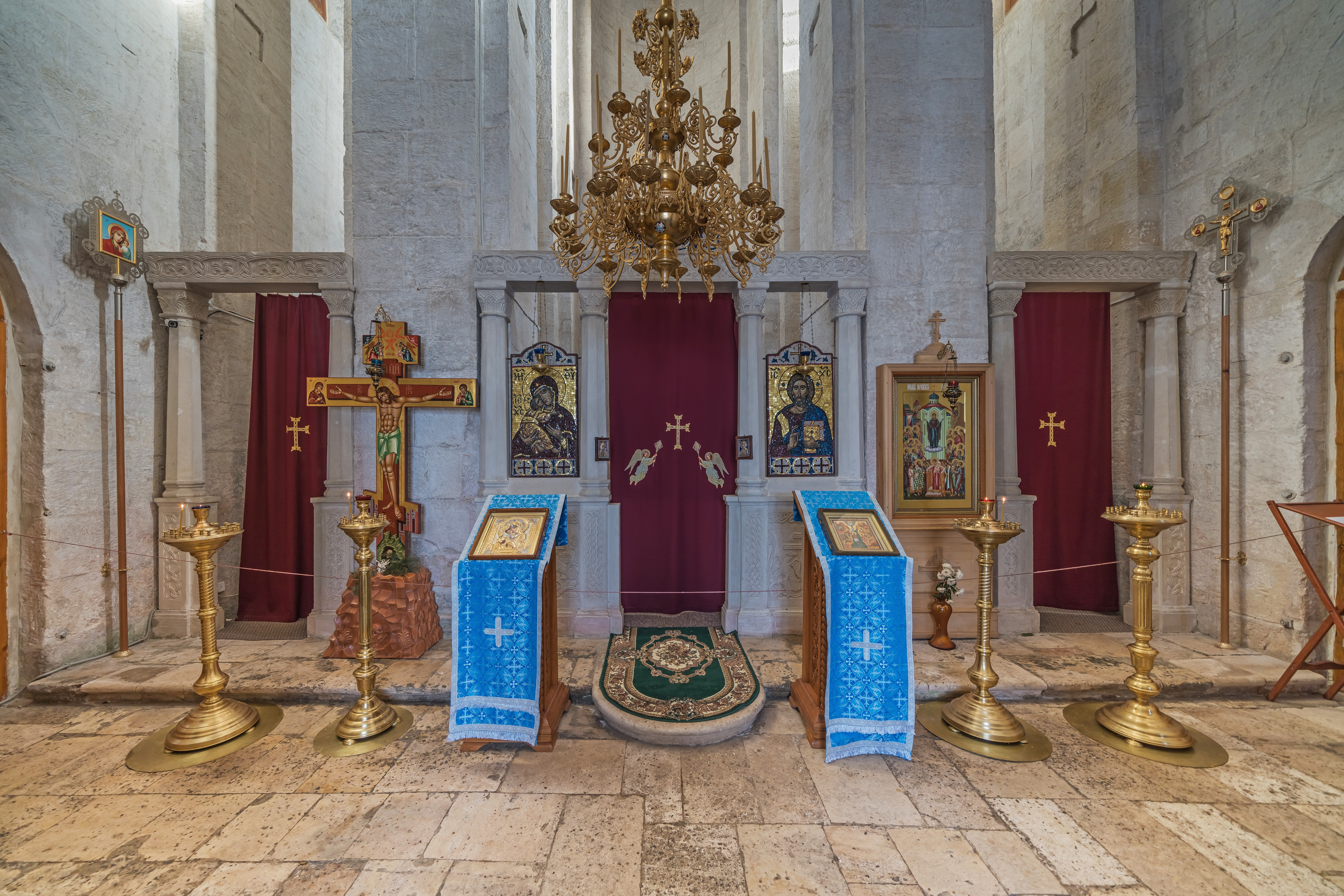
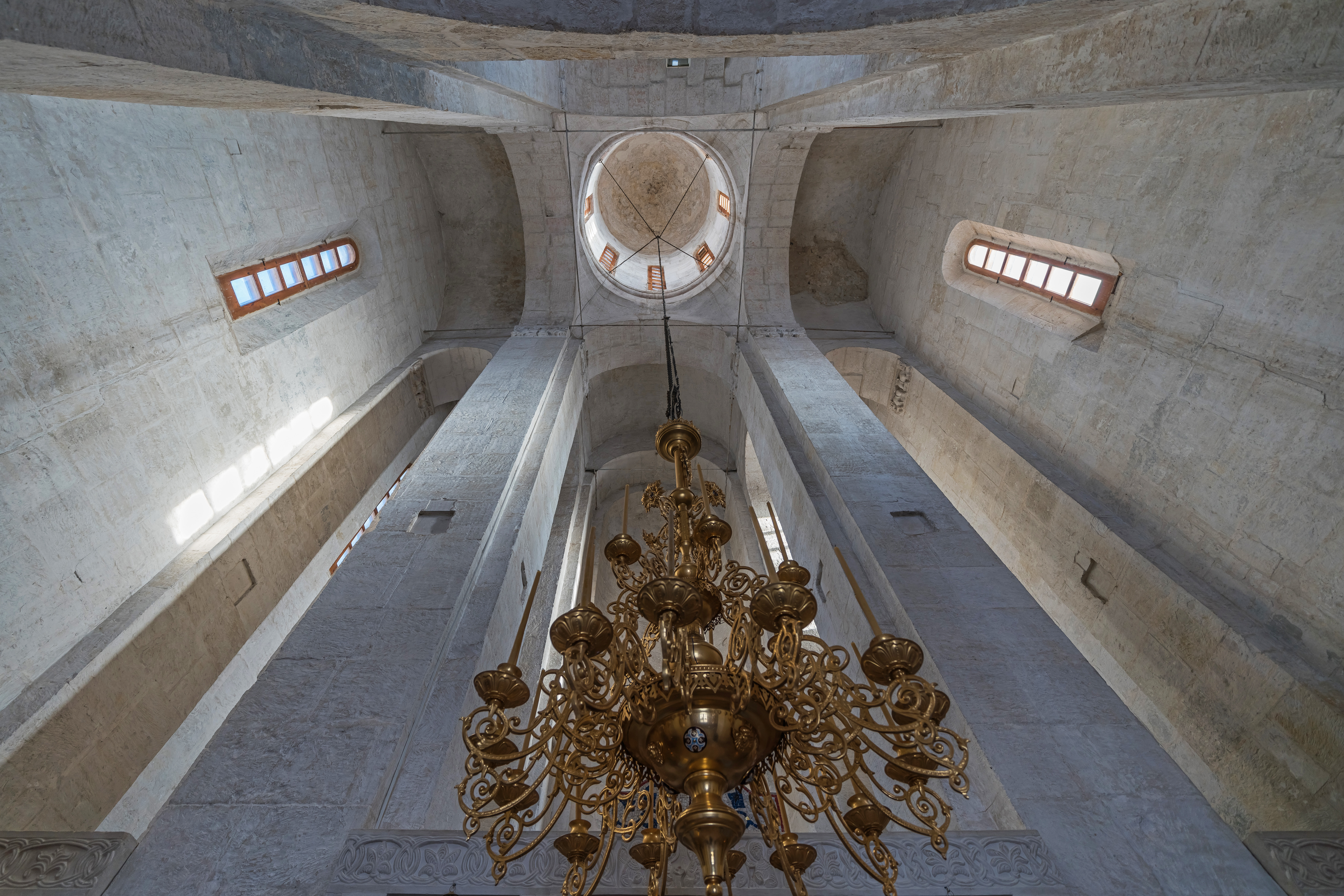

## Note

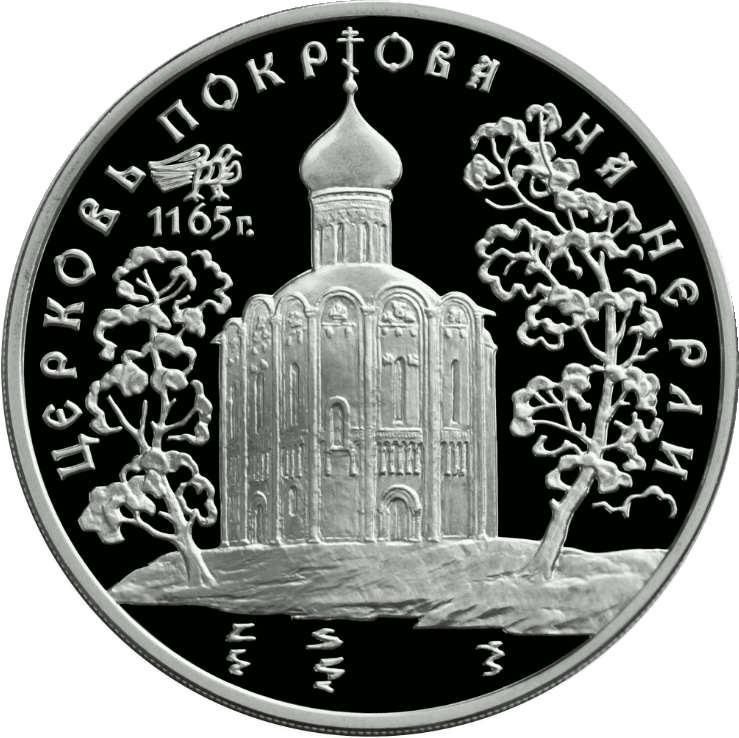
Moneta commemorativa